# Jaanus Uudmäe
Jaanus Uudmäe (Tartu, 24 dicembre 1980) è un triplista estone.

## Biografia
Figlio del campione olimpico Jaak Uudmäe, oro a Mosca 1980, Jaanus si è specializzato anch'egli nel salto triplo, venendo ingaggiato dall'Università dell'Arkansas - dove ha studiato informatica - per competere nel team atletico ai campionati NCAA.
Internazionalmente ha esordito con la maglia estone nel 2005 in Coppa Europa vincendo l'oro in Svezia nel proprio girone. Nel 2007 è approdato alla prima manifestazione di più ampio respiro qualificandosi agli Europei indoor, manifestazioni in cui si è presentato fino al 2011. Ha continuato a praticare l'atletica soprattutto a livello nazionale, vincendo da ultimo un titolo indoor nel 2019.

## Palmarès
| Anno | Manifestazione | Sede       | Evento         | Risultato | Prestazione | Note |
| ---- | -------------- | ---------- | -------------- | --------- | ----------- | ---- |
| 2007 | Europei indoor | Birmingham | Salto in lungo | 15º (q)   | 7,48 m      |      |
| 2007 | Europei indoor | Birmingham | Salto triplo   | 12º (q)   | 16,35 m     |      |
| 2009 | Europei indoor | Torino     | Salto in lungo | nm (q)    | nm (q)      |      |
| 2009 | Europei indoor | Torino     | Salto triplo   | 7º        | 16,73 m     |      |
| 2010 | Europei        | Barcellona | Salto triplo   | 15º (q)   | 16,72 m     |      |
| 2011 | Europei indoor | Parigi     | Salto triplo   | 19º (q)   | 16,07 m     |      |

## Altre competizioni internazionali
2005
- in Coppa Europa (1st League) ( Gävle), salto triplo - 16,69 m

2006
- in Coppa Europa (1st League) ( Praga), salto in lungo - 7,59 m
- in Coppa Europa (1st League) ( Praga), salto triplo - 16,31 m

2007
- in Coppa Europa (1st League) ( Odense), salto in lungo - 7,73 m
- in Coppa Europa (1st League) ( Odense), salto triplo - 16,03 m

2008
- in Coppa Europa (2nd League) ( Tallinn), salto triplo - 16,53 m